# Homologisk algebra

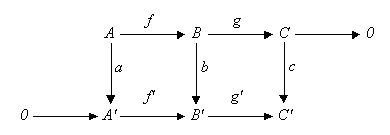
Ett diagram som används i ormlemmat, ett fundamentalt resultat inom homologisk algebra.

Homologisk algebra är en del av matematiken som studerar homologi i ett allmänt sammanhang. Den är en relativt nybildad gren av matematiken vars utveckling motiverades av resultat inom kombinatorisk topologi (och abstrakt algebra). 
Ända sedan början har homologisk algebra spelat en stor roll inom algebraisk topologi. Den används numera inom kommutativ algebra, algebraisk geometri, algebraisk talteori, representationsteori, matematisk fysik, operatoralgebror, komplex analys och teorin av partiella differentialekvationer. K-teori är ett oberoende område som använder metoder från homologisk algebra, såsom även icke-kommutativ geometri.

## Historia
Homologisk algebra undersöktes redan på 1800-talet som end del av topologi, men först på 1940-talet blev det en oberoende del av matematiken med studien av objekt såsom ext-funktorn och tor-funktorn.  